# Абд ар-Рахман ібн Абу Мухаммад
Абд ар-Рахман I ібн Абу Мухаммад Абдаллах (араб. عبد الرحمن الثالث بن أبي عبد الله محمد الأول; д/н — травень 1411) — 15-й султан Держави Заянідів з березня до травня 1411 року. За іншими розрахунками розглядається як Абд ар-Рахман III.

## Життєпис
Син султана Абу Мухаммада I. Стосовно дати народження відомостей обмаль. Залишився в Тлемсені після повалення батька у 1401 році. Новий султан — стрийко Абу Абдаллах I — став долучати Абд ар-Рахмана до державних справ. Згодом обіймав вищі посади й зрештою став спадкоємцем трону.
У березні 1411 року після смерті стрийка успадкував владу. Втім не зміг здобути підтримку знаті й навіть своєї родини. Також невдовзі війська Хафсідів захопили Алжир та долину річки Шеліфф. 
Невдовзі його інший стрийко Саїд підняв повстання, внаслідок якого Абд ар-Рахмана було повалено й вбито.